# Campeonato Mundial de Curling Femenino de 2007
El XXIX Campeonato Mundial de Curling Femenino se celebró en Aomori (Japón) entre el 17 y el 25 de marzo de 2007 bajo la organización de la Federación Mundial de Curling (WCF) y la Federación Japonesa de Curling.

## Tabla de posiciones
| Pos | Equipo          | G  | P | G–P |
| --- | --------------- | -- | - | --- |
| 1   | Canadá          | 10 | 1 | –   |
| 2   | Dinamarca       | 8  | 3 | 1–0 |
| 3   | Escocia         | 8  | 3 | 0–1 |
| 4   | Estados Unidos  | 7  | 4 | –   |
| 5   | Suiza           | 6  | 5 | 1–0 |
| 6   | Suecia          | 6  | 5 | 0–1 |
| 7   | China           | 5  | 6 | –   |
| 8   | Alemania        | 4  | 7 | 1–1 |
| 9   | Japón           | 4  | 7 | 1–1 |
| 10  | Rusia           | 4  | 7 | 1–1 |
| 11  | República Checa | 2  | 9 | 1–0 |
| 12  | Italia          | 2  | 9 | 0–1 |

## Cuadro final
|  | Clasif. a semifinal | Clasif. a semifinal | Clasif. a semifinal |  |  | Semifinal | Semifinal |  |              | Final          | Final |
|  |                     |                     |                     |  |  |           |           |  |              |                |       |
|  | 1                   | Canadá              | 11                  |  |  |           |           |  |              |                |       |
|  | 2                   | Dinamarca           | 3                   |  |  |           |           |  |              | Canadá         | 8     |
|  |                     |                     |                     |  |  | Dinamarca | 9         |  | Dinamarca    | 4              |       |
|  |                     | Escocia             | 6                   |  |  |           |           |  |              |                |       |
|  | 3                   | Escocia             | 11                  |  |  |           |           |  | Tercer lugar | Tercer lugar   |       |
|  | 4                   | Estados Unidos      | 5                   |  |  |           |           |  |              |                |       |
|  |                     |                     |                     |  |  |           |           |  |              | Estados Unidos | 5     |
|  |                     |                     |                     |  |  |           |           |  |              | Escocia        | 11    |

## Medallistas
| Evento   | Oro                                                                                    | Plata                                                                              | Bronce                                                                         |
| -------- | -------------------------------------------------------------------------------------- | ---------------------------------------------------------------------------------- | ------------------------------------------------------------------------------ |
| Femenino | Canadá · Kelly Scott · Jeanna Schraeder · Sasha Carter · Renee Simons · Michelle Allen | Dinamarca Madeleine Dupont Denise Dupont Angelina Jensen Camilla Jensen Ane Hansen | Escocia Kelly Wood Jacqueline Lockhart Lorna Vevers Lindsay Wood Karen Addison |